# 霊の礎
霊の礎（たまのいしずえ）は明治38年頃、出口王仁三郎（当時は上田王仁三郎）によって執筆された567冊の本の中の一冊である。この567冊の文献は、大本教の草創期に当時の上田王仁三郎に対して反発的だった一部の役員信徒たちの手によって焚書とされたが、この『霊の礎』と『道の大本』『本教創世記』『道の栞』は現代においても現存している。明治時代における出口王仁三郎文献としては貴重な資料となっている。

## 概要
主にその世界観は本田親徳霊学とスウェーデンボルグ（エマヌエル・スヴェーデンボリ）の著作と理念が盛り込まれている。しかし、その細微の点においては出口王仁三郎独自の世界観が書き添えられており、霊界のルール、天界の諸相などを取り上げている。